# Parila (Anija)
Parila – wieś w Estonii, w prowincji Harju, w gminie Anija. Zamieszkana przez 72 osoby (stan na 31.12.2013).
Znajduje tu się przystanek kolejowy Parila, położony na linii Tallinn – Narwa.